# 新潟県道484号下出越線
新潟県道484号下出越線（にいがたけんどう484ごう しもいでこしせん）は、新潟県の糸魚川市内を通る一般県道である。

## 概要
糸魚川市東部の二級河川早川の中流域の支流である谷根（たんね）川に沿って、同市下早川地区谷根の各集落を結ぶ。
ほぼ全区間、谷根川に沿っている。起点のある糸魚川市下出の1集落である高谷根は標高約250mの高台に位置している。同市谷根の中心部を経て、終点に至る。谷根から終点にかけては、早川によって形成された河岸段丘の段丘崖であり、急勾配の坂となっている。

### 路線データ
- 起点：新潟県糸魚川市大字下出字尻也580-1
- 終点：新潟県糸魚川市大字越字滝沢190-9（＝新潟県道270号湯之河内梶屋敷停車場線交点）

## 路線状況
全区間、アスファルトやセメントで舗装されている。
規格改良に関しては、全体の約68.1％にあたる1.5879km（＝1587.9m）が改良済みである。道路の幅員は全体の約93.4％にあたる2.1775km（＝2177.5m）が5.5m未満である。歩道は全く設置されていない。

## 地理

### 通過する自治体
- 新潟県
糸魚川市

### 交差する道路
- 新潟県道270号湯之河内梶屋敷停車場線（新潟県糸魚川市越：終点）

### 沿線
- 早川